# جوزف آی. فرانس
جوزف آی. فرانس (به انگلیسی: Joseph Irwin France) سناتور سابق عضو حزب جمهوری‌خواه ایالات متحده آمریکا بود. وی در سال ۱۹۱۷ تا ۱۹۲۳ میلادی سناتور ایالت مریلند در سنای ایالات متحده آمریکا بود.